# Catholicon Sainte-Vierge-Protectrice de Kremikovtsi
L'église Sainte-Vierge-Protectrice (en bulgare : Покров Богородичен) est le nouveau catholicon du monastère de Kremikovtsi, en Bulgarie.

## Histoire
Dédiée à la Vierge protectrice, l'église a été construite en 1908 à l'époque de l'archimandrite Vassil, décédé la même année. Imaginée par le maître Iliya Govedarov, elle mesure 25 m de long et 15 m de large. Elle fut consacrée en 1908 par le métropolite Parthénius de Sofia. L'iconostase est l'œuvre d'artisans de l'École de peinture de Debar (bg), issus de la Famille Filipov (bg).

## Architecture et décor
Dans ce catholicon est aussi exposée une icône unique de la Vierge Marie de Svetogor, dont une copie se trouve dans le catholicon du monastère de Chelopechen. L'iconostase et plusieurs icônes russes sont des exemples intéressants de la peinture d'icônes académique du XXe siècle.